# Associação Recreativa e Cultural de Oleiros
La Associação Recreativa e Cultural de Oleiros es un equipo de fútbol de Portugal que juega en el Campeonato de Portugal, la tercera categoría de fútbol en el país.

## Historia
Fue fundado el 10 de octubre de 1976 en la ciudad de Oleiros del distrito de Castelo Branco, inscrito en la Asociación de Fútbol de Castelo Branco y registrado ante la Federación Portuguesa de Fútbol con el número 2473. El club cuenta con representación en las categorías menores a partir de los 13 años.
Han concentrado sus participaciones en las divisiones distritales y aparecieron por primera vez en una competición nacional en la Copa de Portugal de la temporada 2004/05 donde fueron eliminados en la primera ronda por el Social Lamas con marcador de 0-7.
La primera aparición en una liga a nivel nacional se dio en el Campeonato Nacional de Seniores de la temporada 2015/16, liga en la que se encuentran desde entonces.

## Palmarés
- Copa de Castelo Branco: 1

2015/16